# Tapas Posman
Tapas Posman (Papoea-Nieuw-Guinea, 16 oktober 1973) is een voetballer uit Papoea-Nieuw-Guinea, die als doelman speelt.
Posman speelde van 2001 tot en met 2003 voor Sobou Lahi en daarna voor Rapatona Port Moresby.
Tussen 2002 en 2004 kwam Posman zes keer uit voor de nationale ploeg van Papoea-Nieuw-Guinea.